# Chilohem Onuoha
Chilohem Chukwuma Onuoha (* 7. Mai 2005 in Berlin) ist ein deutscher Fußballspieler. Der offensive Mittelfeldspieler war als Kind und Jugendlicher hauptsächlich bei Vereinen in seiner Geburtsstadt aktiv gewesen und steht zurzeit beim 1. FC Köln unter Vertrag. Zudem ist Onuoha auch deutscher U19-Nationalspieler gewesen.

## Karriere

### Verein
Chilohem Onuoha, der Wurzeln in Nigeria hat, wurde in Berlin geboren und trat in der deutschen Hauptstadt auch erstmals in einem Verein gegen den Ball, als er den Reinickendorfer Füchsen beigetreten war. Zur U15 zog es ihn in die Jugendakademie von Hertha BSC und er lief bis 2022 für die „Alte Dame“ auf. Mit der B-Jugend (U17) der Herthaner erreichte Onuoha im Jahr 2022 die deutschlandweite Endrunde um die deutsche Meisterschaft, scheiterte allerdings im Halbfinale mit seiner Mannschaft an den Alterskollegen des VfB Stuttgart. Nach seiner Zeit im Berliner Westend verließ er im Sommer besagten Jahres seine Geburtsstadt und trat RB Leipzig bei.
Im Juni 2024 unterschrieb Chilohem Onuoha einen Profivertrag beim Bundesliga-Absteiger 1. FC Köln, die ihn allerdings umgehend an den Drittligisten SC Verl verliehen.

### Nationalmannschaft
Am 22. Mai 2024 kam Chilohem Onuoha bei der 1:5-Niederlage im Freundschaftsspiel in Haderslev gegen Dänemark zu seinem einzigen Einsatz für die U19 Deutschlands.